# 泰特 (喬治亞州)
泰特（英語：Tate）是位於美國喬治亞州皮肯斯縣的一個非建制地區。該地的面積和人口皆未知。

## 地理
泰特的座標為34°25′06″N 84°22′08″W / 34.41833°N 84.36889°W，而該地的平均海拔高度為380米（即1247英尺）。